# Val-des-Prés
Val-des-Prés is een gemeente in het Franse departement Hautes-Alpes (regio Provence-Alpes-Côte d'Azur) en telt 493 inwoners (2004). De plaats maakt deel uit van het arrondissement Briançon.

## Geografie
De oppervlakte van Val-des-Prés bedraagt 43,5 km², de bevolkingsdichtheid is 11,3 inwoners per km².
Deze gemeente ligt in de authentiek bewaarde en beschermde vallei van de Clarée.
De onderstaande kaart toont de ligging van Val-des-Prés met de belangrijkste infrastructuur en aangrenzende gemeenten.

## Demografie
Onderstaande figuur toont het verloop van het inwonertal (bron: INSEE-tellingen).
Vanwege een beveiligingsprobleem met de MediaWiki Graph-software is het momenteel niet mogelijk deze grafiek weer te geven. Zodra de software is bijgewerkt zal de grafiek vanzelf weer zichtbaar worden.